# Serviteur dans la Place de Vérité

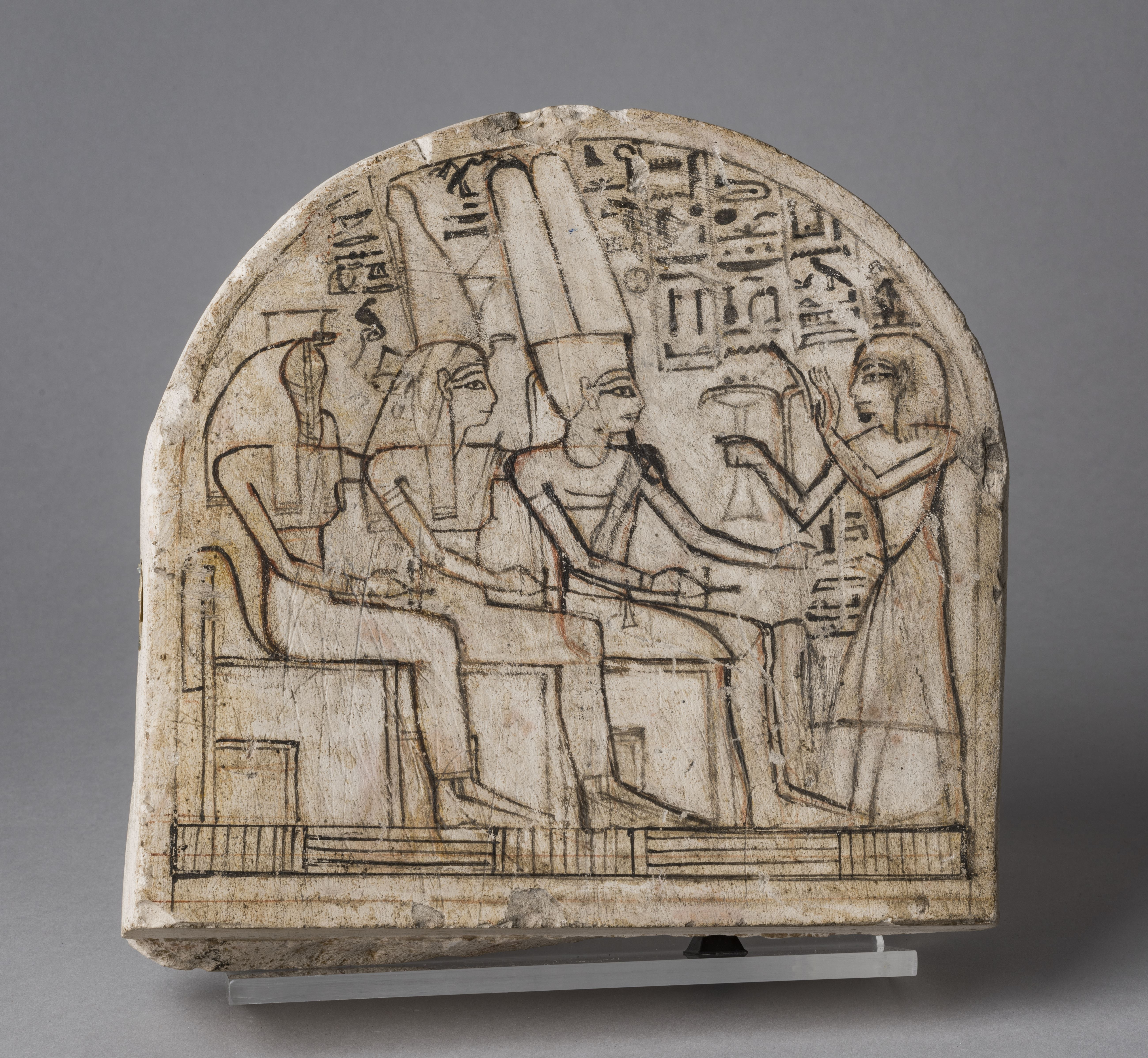
Fragment de stèle inachevée : offrande du Serviteur dans la Place de Vérité Mahu, aux dieux Amon, Mut et Meretseger. Encres calcaire, rouge et noire. 1292-1190 av. J.-C., Nouvel Empire. Museo Egizio, Turin (Coll. 1580).

Serviteurs dans la Place de Vérité est le nom donné aux ouvriers et artisans du village de Deir el-Médineh, où résidait la communauté chargée de construire les tombeaux et temples funéraires des pharaons du Nouvel Empire (de la XVIIIe à la XXe dynastie). 
Ils sont aussi connus pour avoir organisé le premier mouvement de grève relaté par l'Histoire.
Leur village, dont le  nom égyptien était Pa Demi, se situe au-dessus de la vallée des Rois, à mi-chemin entre le Ramesséum et le temple de Médinet Habou.